# Institut national des sciences appliquées de Lyon
L'Institut national des sciences appliquées de Lyon (INSA Lyon) és una gran escola francesa i escola d'enginyeria. La universitat es troba al campus de La Doua – LyonTech, en un clúster d'universitats de ciència i tecnologia i Grandes Écoles. La Doua es troba a Villeurbanne, un suburbi de Lió.
L'escola es va fundar l'any 1957 per formar enginyers altament qualificats, donar suport a la formació contínua i dur a terme investigacions. El pla d'estudis de cinc anys té com a objectiu formar enginyers que posseeixin qualitats humanes i estiguin ben versats en les àrees primàries de la ciència i l'enginyeria. Els estudiants poden cursar un doctorat en finalitzar el pla d'estudis de 5 anys. Els graduats de l'INSA de Lió s'anomenen Insaliens.

## Antics alumnes notables
- Jean-Christophe Péraud, un ciclista francès